# Степанчук, Александр Николаевич
Александр Николаевич Степанчук (19 августа 1969) — советский, таджикский и российский футболист.

## Карьера
Начинал свою карьеру Степанчук в союзное время. Первой его командой был «Вахш» (Курган-Тюбе). В последнем советском первенстве он играл в команде «Регар». Через год Степанчук помог этой таджикской команде стать вице-чемпионом страны. Всего в Высшей лиге Таджикистана футболист провел 16 игр.
С 1993 года Степанчук выступал в России. В течение нескольких лет он играл за ряд команд центральной части страны: «Торпедо» (Владимир), «Кранэкс» (Иваново), «Нефтяник» (Ярославль), «Спартак-Телеком» (Шуя).

## Достижения
- Серебряный призёр Чемпионата Таджикистана (1): 1992